# Julio Arriaga
Julio Esteban Arriaga (1949-Cipolletti, 21 de abril de 2023) fue un político argentino que ejerció como intendente de la localidad de Cipolletti, provincia de Río Negro, entre 1995 y 2003, y posteriormente como diputado de la Nación Argentina en representación de su provincia entre 2005 y 2009. Fue candidato a gobernador de Río Negro en las elecciones de 2003, ubicándose en el tercer puesto, y a vicegobernador en las 2007 y 2011, en ambas ubicándose en el segundo lugar.
Arriaga destacó en la escena política rionegrina por sus constantes cambios de lealtad partidaria, presentándose a distintas candidaturas por al menos una decena de formaciones políticas de muy variado espectro y posición, lo que le consiguió ciertas críticas entre las dirigencias locales. Elegido intendente por el Movimiento Patagónico Popular, entonces dirigido por su predecesor Julio Rodolfo Salto, ligado a nivel provincial a la coalición Frente para el Cambio con el Partido Justicialista, Arriaga desertó al Frente Grande el 10 de marzo de 2000, durante su segundo mandato. Previamente, en 1999, había mantenido un acercamiento con el gobernador radical Pablo Verani al desdoblar los comicios municipales de los gubernativos, facilitando el triunfo del oficialismo en un municipio que le era hostil. En 2003 se alió con la coalición Argentinos por una República de Iguales que lideraba Elisa Carrió a nivel nacional, siendo candidato a gobernador por la seccional «Encuentro para los rionegrinos».
A partir de 2003 se inclinó por el peronismo kirchnerista, siendo candidato del Frente para la Victoria a diputado nacional y resultando electo por el período 2005-2009, y posteriormente a vicegobernador en fórmula con Miguel Ángel Pichetto, con un discurso duramente crítico con el radicalismo kirchnerista gobernante, afirmando que se habría presentado separadamente si el gobierno de Néstor Kirchner hubiese pactado un acuerdo con el gobernador Miguel Saiz, a cuyo gobierno calificó de «inútil, corrupto y mediocre».
Pese a lo anterior, cuatro años más tarde, aceptó presentarse como candidato a vicegobernador junto al postulante radical César Barbeito, binomio que resultó también derrotado.
A finales de la década de 2000 afirmó haberse distanciado del kirchnerismo y encontrarse más ligado al espacio político del peronismo no kirchnerista, conducido por figuras como el exgobernador bonaerense Felipe Solá. A finales de 2014, manifestó acercamientos con Mauricio Macri, del partido Propuesta Republicana y líder de la alianza Cambiemos, buscando sin éxito ser candidato del partido a intendente de Cipolletti nuevamente.
Julio Arriaga falleció de cáncer en una clínica paliativa de Cipolletti el 21 de abril de 2023.